# Права ЛГБТ в Эстонии

Карта Эстоний в цветах флага ЛГБТ

Лесбиянки, геи, бисексуалы и трансгендерные люди (ЛГБТ) в Эстонии Однополые сексуальные отношения как мужчин, так и женщин, в Эстонии разрешены.
С 1 января 2016 года однополые пары могут регистрировать свои отношения в виде соглашения о совместном проживании, что дает им почти все те же юридические меры защиты, которые доступны парам противоположного пола.

Большинство считает Эстонию самой либеральной страной на постсоветском пространстве, когда речь идет о правах ЛГБТ. Принятие ЛГБТ значительно выросло с начала 21 века, хотя существует заметная разница в возрасте, поскольку молодые люди, как правило, более терпимы и либеральны, а пожилые люди — более консервативны в социальном плане. По данным ILGA-Europe, Эстония занимает 21-е место в Европе по законодательству о правах ЛГБТ. Это ниже, чем в соседних Финляндии или Швеции, но выше, чем в Латвии или России. Опрос общественного мнения, проведенный в 2017 году, показал, что 58 % населения Эстонии поддерживают антидискриминационный закон, касающийся ЛГБТ, в то время как 45% поддерживают гражданское партнёрство для однополых пар.
20 июня 2023 года Эстония стала первой балтийской и постсоветской страной, легализовавшей однополые браки.

## История
После распада Российской империи и образования Эстонской Республики гомосексуальные мужчины не преследовались законом.
После присоединения Эстонии к СССР законы о преследовании гомосексуальных мужчин были восстановлены в ЭССР. В среднем по этой статье осуждалось около 10 человек в год. 20 августа 1991 года Эстония стала независимой и 1 июня 1992 года уголовная статья была отменена.
В июле 2021 года эстонский проект Manufaktura снял фильм о жизни ЛГБТ-людей в стране. Героями картины стали трансгендерная женщина, гей и лесбиянка.

## Правовое положение
Возраст согласия для гетеросексуальных и гомосексуальных отношений был уравнен в 2001 году.
Первый гей-прайд в Эстонии прошёл в 2004 году.
В 2004 году со вступлением в Европейский союз была запрещена дискриминация по признаку сексуальной ориентации в сфере труда. В 2009 году запрет на дискриминацию расширили на сферы здравоохранения, социального обеспечения, образования и предоставления товаров и услуг.
С 2006 года возбуждение ненависти по отношению к ЛГБТ является в Эстонии уголовным преступлением.
В 2016 году был принят «Закон о сожительстве», позволяющий регистрировать гражданские союзы.

## Признание однополых отношений
В марте 2014 года парламентская группа начала работу над законопроектом, регулирующим правовой статус совместно проживающих пар. Законопроект был внесен в парламент (Рийгикогу) 17 апреля 2014 года. 22 мая законопроект был поддержан правительством. 19 июня 2014 года парламент отклонил предложение об отмене законопроекта: 32 депутата проголосовали "за" отмену и 45 "против". Второе чтение законопроекта состоялось 8 октября, когда предложение о проведении референдума по этому вопросу было отклонено при голосовании 35 — "за" проведение референдума и 42 — "против", а другое предложение об отмене законопроекта было отклонено при голосовании 41 — "за" отмену и 33 — "против". Окончательное голосование законопроекта состоялось 9 октября, и его приняли голосованием 40 — "за" и 38 — "против". В тот же день он был подписан президентом Тоомасом Хендриком Ильвесом, став Законом о сожительстве и вступил в силу 1 января 2016 года. Кампанию против закона возглавил консервативный христианский фонд «За семью и традиции».
Однако некоторые исполнительные акты, необходимые для вступления закона в силу, ещё не приняты. 26 ноября 2015 года Парламент одобрил первые исполнительные акты 42 голосами "за" и 41 — "против" при нескольких воздержавшихся, хотя с тех пор ничего не произошло. В феврале 2017 года Таллинский административный суд обязал правительство Эстонии выплатить денежную компенсацию за непринятие исполнительных актов. В сентябре 2017 года президент Керсти Кальюлайд раскритиковала парламент за непринятие исполнительных актов.
Однополые браки
8 апреля было объявлено новое коалиционное правительство Эстонии, которое легализирует однополые браки.

### Признание однополых браков, заключенных за границей
Однополый брак был признан судом в декабре 2016 года. Двое мужчин, которые первоначально поженились в Швеции, но сейчас живут в Эстонии, официально зарегистрировали свой брак в конце января 2017 года. Первоначально суд Харьюского уезда отказал им в регистрации брака, но супруги обжаловали это решение. В декабре Таллинский окружной суд постановил, что брак должен быть внесен в регистр населения Эстонии.

## Дискриминация и условия жизни

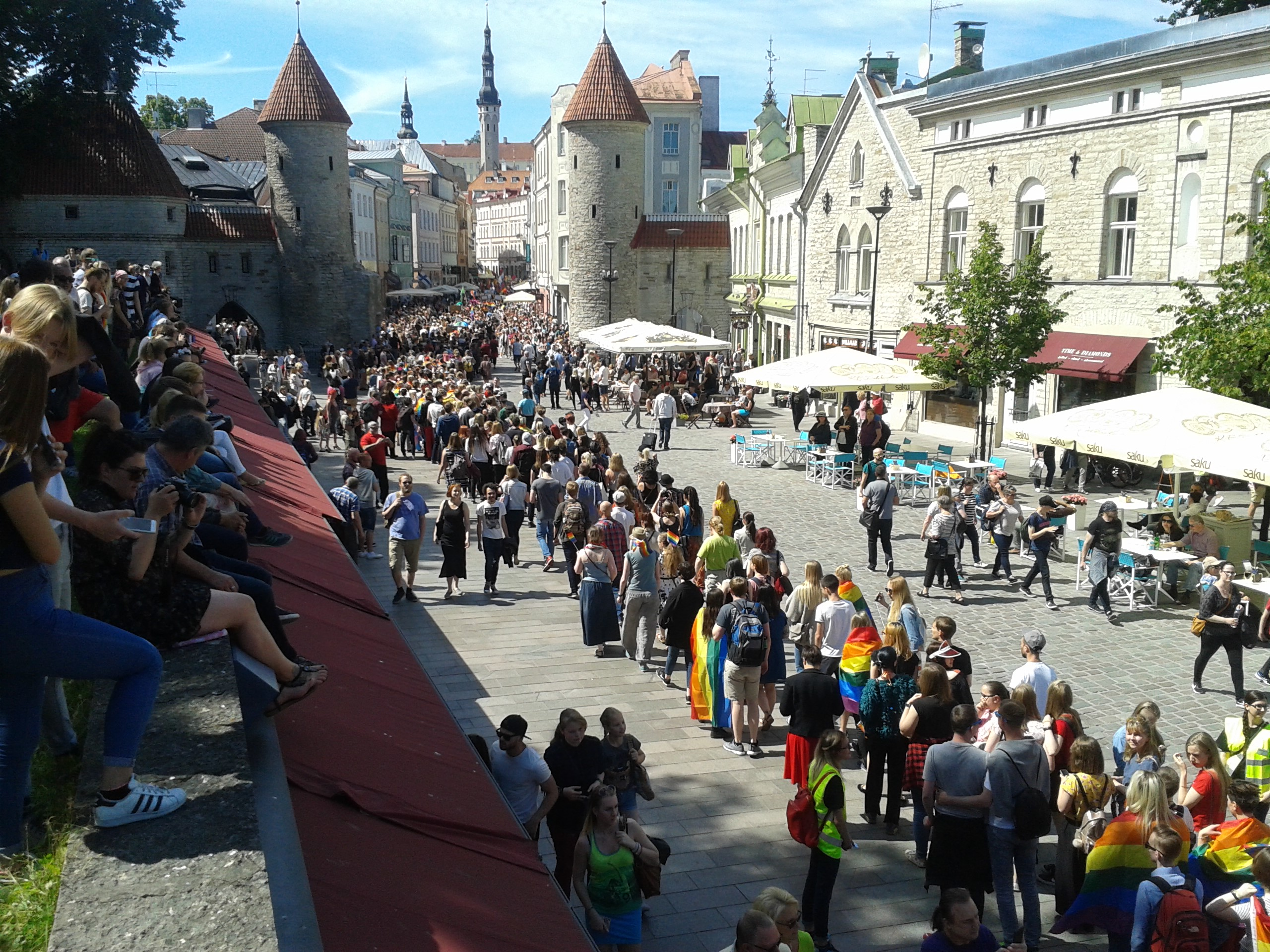
Гей-парад в Таллине, 2017 год

Хотя Эстония считается гораздо более либеральной в отношении прав ЛГБТ, чем другие страны Балтии, дискриминация и предубеждения в отношении ЛГБТ остаются широко распространенными в большинстве частей эстонского общества. Мужская гомосексуальность была вне закона в бывшем Советском Союзе, включая Эстонию. До советского периода в эпоху Первой Эстонской республики (1918—1940) однополые сексуальные отношения не были криминализированы. В середине 80-х в Таллине был неофициальный гей-бар. Кроме того, в Таллине и Тарту было как минимум одно место для гей-круизов, хотя за пределами этих двух городов «гей-сцена» была совершенно незаметна. Первая конференция, посвященная сексуальным меньшинствам, прошла в Таллине в 1990 году. Тогда же было основано Эстонское лесбийское общество (Eesti Lesbiliit).
Гей-парады проводились в Таллине с 2004 по 2007 годы, когда на их участников нападали и избивали протестующие против геев.
В июне 2006 года посол Нидерландов в Эстонии Ханс Глаубиц потребовал, чтобы его перевезли в консульство Нидерландов в Монреале, Канада, после продолжающихся гомофобных и расовых оскорблений в адрес его партнёра, афро-кубинского танцора по имени Рауль Гарсия Лао, гражданами в столице Эстонии Таллине. В опубликованном заявлении эстонских властей говорится, что они «очень сожалеют об инцидентах».
С 6 по 12 июня 2011 года в Эстонии прошёл фестиваль Baltic Pride, призванный способствовать большей поддержке и осведомленности ЛГБТ. Ключевыми докладчиками на мероприятии были Рихо Рахуоджа, заместитель генерального секретаря по социальной политике Министерства социальных дел; Кристиан Веске, главный специалист Департамента гендерного равенства министерства; Кари Кяспер, руководитель проекта кампании «Разнообразие обогащает» Эстонского центра по правам человека; Ханна Каннельмяэ из Эстонской молодёжной организации геев; Посол США в Эстонии Майкл К. Полт; Посол Великобритании в Эстонии Питер Картер и британский фотограф Клэр Б. Димьон, которые 31 марта презентовали выставку «Гордимся своей индивидуальностью» в Таллинском центре Solaris. «Гордимся своей индивидуальностью» - это фотографии лесбиянок, геев, бисексуалов и трансгендеров, сделанные на различных гей-парадах по всей Европе, включая фотографии эстонских ЛГБТ. Таллин снова принимал это мероприятие в 2014 и 2017 годах.
После жестоких нападений на геев в 2007 году парад Tallinn Pride не проводился в эстонской столице до 2017 года. В 2017 году на мероприятии присутствовало около 1800 человек. Парад также получил поддержку многочисленных иностранных посольств, в том числе посольств США, Великобритании, Франции, Германии, Латвии и Литвы, среди многих других.
В феврале 2019 года ЛГБТ-ассоциация «SevenBow», организатор фестиваля ЛГБТ-кино Festheart, подала в суд на городской совет Раквере за сокращение финансирования на 80%. Городской комитет по культуре первоначально одобрил заявки группы на финансирование, но городской совет сократил финансирование до пятой части заявленной суммы. Юристы утверждали, что причиной сокращения были взгляды, направленные против геев. В мае 2019 года административный суд постановил, что решение совета о предоставлении меньшего финансирования было незаконным, и постановил, что у него нет оснований для предоставления меньшего гранта SevenBow. Суд добавил, что совет также не представил соответствующую правовую основу, которая позволила бы ему отклониться от решения, принятого Комитетом по культуре.
11 июня 2023 года некомерческое объединение «Собрание христиан-геев» сообщило в социальных сетях о нападении на финского пастора во время мероприятия в рамках парада в поддержку сексуальных меньшинств Baltic Pride. Согласно сообщению, на пастора, присутствовавшего на мероприятии в одном из таллинских баров, напал русский молодой человек, который пришёл на мероприятие, спросил, кто выступает, а затем набросился на выступающего с кулаками, начал его избивать и, наконец, размахивал ножом. Полиция возбудила уголовное производство. Впоследствии стало известно, что гражданину России, напавшему с ножом на пастора в гей-баре, грозит депортация.

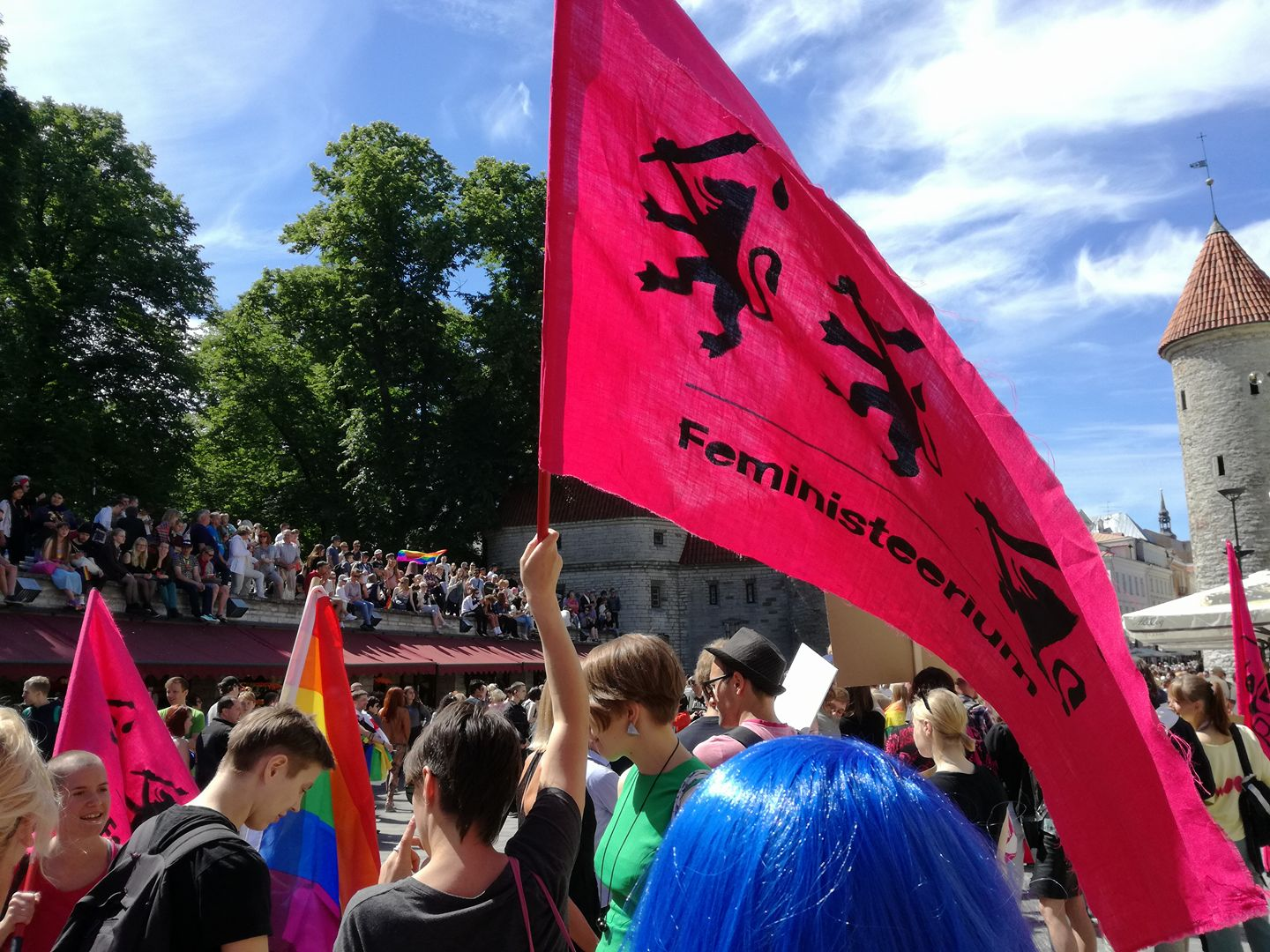
Гей-парад 2017

## Общественное мнение
Согласно опросу, проведенному в 2000 году, 50 % опрошенных мужчин и 63 % женщин согласились с утверждением: «гомосексуальность среди взрослых — это личное дело людей, в которое должностные лица закона никоим образом не должны вмешиваться»; 29 % мужчин и 25% женщин затруднились высказать свою позицию по вопросу.
Опрос Евробарометра, опубликованный в декабре 2006 года, показал, что 21 % опрошенных эстонцев поддерживают однополые браки и 14 % поддерживают право однополых пар на усыновление (средний показатель по ЕС: 44 % и 33 % соответственно).
Согласно опросу Евробарометра, опубликованному в 2008 году, только 13 процентов эстонцев заявили, что имеют друзей или знакомых-гомосексуалов, по сравнению с 34 процентами в среднем по ЕС. Тем не менее, эстонцы оценили готовность предоставить равные возможности сексуальным меньшинствам выше, чем в среднем по Европе.
Опрос, проведенный в июне 2009 года, показал, что 32 % эстонцев считают, что однополые пары должны иметь те же юридические права, что и пары противоположного пола. Поддержка была в виде 40 % среди молодых людей, но только 6% среди пожилых людей.
Опрос, проведенный в сентябре 2012 года, показал, что 34 % эстонцев поддерживают однополые браки и 46% поддерживают зарегистрированные партнёрства (в отличие от 60 % и 45 %, которые придерживаются противоположной позиции, соответственно). Опрос выявил этническое разделение: 51 % этнических эстонцев поддерживают зарегистрированные партнерства, но только 21 % этнических русских придерживаются той же точки зрения.
Тот же опрос, проведенный в 2014 году во время парламентских дебатов о зарегистрированном партнёрстве, показал, что поддержка значительно упала: только 29 % и 40 % респондентов поддерживали законодательство об однополых браках и зарегистрированных партнерствах соответственно, а уровень оппозиции по обоим вопросам увеличился до 64 % и 54 %.
Опрос Евробарометра 2015 года показал, что 44 % эстонцев поддерживают геев, лесбиянок и бисексуалов, имеющих те же права, что и гетеросексуалы, в то время как 45 % были против. 40 % эстонцев считали, что в гомосексуальных отношениях нет ничего плохого, и 49% не соглашались с этой позицией, 31 % эстонцев поддерживали однополые браки, а 58 % были против.
Опрос, проведенный с 28 марта по 10 апреля 2017 года, показал, что, хотя поддержка законодательства об однополых партнёрствах не изменилась в течение трех лет (45 % против 46 %), поддержка однополых браков увеличилась до 39 % — "за" и 52 % — "против" (по сравнению с 60 % "против" в 2012 году и 64 % в 2014 году). Также было обнаружено, что принятие гомосексуальности увеличилось с 34 % в 2012 году до 41 % в 2017 году при 52 % против. В то же время поддержка прав на совместное усыновление осталась неизменной: 66 % выступили против такого законодательства.
Опрос общественного мнения, проведенный в 2019 году, показал, что 49 % эстонцев поддерживают зарегистрированные однополые партнёрства, а 39 % — против.
Евробарометр 2019 года показал, что 41 % эстонцев считают, что однополые браки должны быть разрешены во всей Европе; 51% были против.